# حسینیه (اندیمشک)
حسینیه یکی از شهرهای استان خوزستان است. این شهر در بخش الوار گرمسیری شهرستان اندیمشک قرار گرفته‌است. این شهر در گذشته جز استان لرستان بوده‌است که در دهه ۱۳۶۰ از استان لرستان جدا و هم‌زمان با شهرستان شدن اندیمشک به استان خوزستان الحاق شده‌است. مردم این شهر از قوم لر هستند و به زبان لری بالاگریوه‌ای صحبت می‌کنند.

## تقسیم‌بندی
این شهر از دو بخش حسینیه بالایی و حسینیه پائینی تشکیل شده است. که بخش پائینی آن از دیرباز بین اقوام لر به دختربرجی معروف بوده است.

## تاریخچه
این منطقه از مناطق لر نشین خوزستان است. ک قبل از تبعید رضا خان لر‌های طایفه‌های لر به این منطقه بازگشتند.لرهای این منطقه تا به سمت عراق ساکن هستند. اکثریت کنونی این منطقه طایفه بیرانوند و دیگر طایفه‌های لر کوچک  هستند. اولین شهروندان پس از کوچ لر ها به این منطقه تیره‌های بالاگریوه بوده اند.

## مردم شناسی
این روستا از طایفه‌های لر کوچک و سادات کوچ کرده در این منطقه تشکیل شده اند.

## جمعیت
بر پایه سرشماری عمومی نفوس و مسکن در سال ۱۳۹۵ جمعیت این شهر ۱٬۸۲۱ نفر (در ۵۳۳ خانوار) بوده‌است.